# Български и руски църковни песнопения
„Български и руски църковни песнопения“ е дългосвиреща грамофонна плоча с църковна музика, издаден от „Балкантон“ през 1977 година под каталожен номер ККХ 1006.
Изпълненията са на световноизвестния български оперен певец Борис Христов с хора на катедралата „Свети Александър Невски“ в София, диригент е Ангел Попконстантинов.
Записите са осъществени в самата катедрала. Започват на 12 октомври 1976 година и продължават около една седмица. Борис Христов държи всичко да бъде изпипано до най-дребния детайл. На репликата на негов приятел от хористите: „Борко, не се притеснявай. Записите ще са на световно равнище“, той отговаря: „Ако ще са на световно равнище по-добре да не се захващаме. Те трябва да са над световно равнище!“ Постепенно преодолява дотогавашните стереотипи за певческа изява на хористите и диригента. Подава на хористите верния тон, обяснява им философския смисъл на това, което ще изпеят. С диригента уточнява нюансите, сверява се една или друга дума, свещениците помагат със справочници, за да прозвучи чисто църковнославянския текст. Техниката се стреми да бъде на най-високо равнище.
Борис Христов взима активно участие и в по-нататъшната работа по създаването на плочата. Директорът на „Балкантон“ Александър Йосифов казва: „За всички нас – от мен до всеки технически изпълнител , работата ни с Борис Христов бе истинска школа за записи с непозната досега енергия и техническа прецизност“.
Изкуствоведът Атанас Божков отбелязва: „Той се върна към нашите стари църковни напеви не за да се оттегли от „класическата“ линия на своите гастроли по света, а за да ги изведе на равнището, което е постигнал, и за да защити отново мястото им в общата съкровищница на световната култура“.

## Списък на песните
- Страна A
  - „Жертва вечерняя“ (композитор Павел Чесноков)
  - „Тебе поем“ (композитор Василий Зиновиев)
  - „Блажен муж“ (композитор Николай Кочетов)
  - „Хвалите имя Господне“ (композитор Добри Христов)
  - „Разбойника благоразумнаго“ (композитор Петър Динев)
- Страна A
  - „Велико славословие“ (композитор Апостол Николаев-Струмски)
  - „Блажен муж“ (композитор Григорий Любимов)
  - „Ныне отпущаеши“ (композитор Добри Христов)
  - „Многая лета“ (композитор Дмитрий Бортнянски)

## Книжно тяло
В книжното тяло към плочата Борис Христов пише:
„Старанието, което винаги полагам при провеждането на всяка инициатива в моята артистична дейност, е плод на чистия порив, който ме тласка непрестанно към усъвършенстване на въжделеното от мен – да успея в моето изкуство, та чрез него да съдействам за издигането на духовния и културен уровен на родна България и да допринеса, дори с малко, за постигането на всенародния вечен стремеж:
На земле мир,
в человецех благоволение...
Спътник на тази мечта е житейският ми дълг – да оправдая своето съществуване пред настоящето и идните поколения. Пропит от тези чувства, се завърнах отново в Отечеството. Този път ми се удаде възможност да продължа творческите си стремежи в пределите на страната, в която съм роден. Новото начало е положено в храм-паметника „Св. Александър Невски“ – там, откъдето тръгнах като малко момче да се уча по чужбина. Сега, на родна земя, желая да свърша онова, което е минало, настояще и бъдеще в моя творчески живот, и да оставя „нещо“ плодотворно за младите таланти, както и един призив към идващите, който би могъл да поддържа желанието им за проникване в културния и духовен блясък на древна България, и заедно с това да ги подпомага в стремежа да водят Родина и свят към все по-благолепно бъдеще.
„... и ныне

и присно

и во веки веков.“ 
Пише също: „На Франка, любима съпруга и скъпоценна сътрудница в усъвършенстването на моето изкуство, посвещавам първия, осъществен на отечествена земя, мой труд: Напеви на нашата православна църква, която тя спонтанно обикна. Чрез нея тя проникна в една от най-съществените душевни прояви на българския народ, послужила му като щит против бурите, които той е успял да преодолее през течението на вековете“. 